# マグノリア・ブロッサム
マグノリア・ブロッサム（英: The Magnolia Blossom Cocktail）は、ジンをベースとするカクテルである。

## 概要
「マグノリア・ブロッサム」は「タイサンボクの花」の意。
出来上がりの色はグレナデンシロップに由来する淡いピンク色になる。
生クリームを用いることでなめらかな口当たりになり、酸味と甘味の風味から女性向きのカクテルとされる。

## レシピの例
『サヴォイ・カクテル・ブック』掲載のレシピを以下に挙げる。
材料
- ジン - 1/2
- レモンジュース - 1/4
- 生クリーム - 1/4
- グレナデンシロップ - 1dash

作り方
1. 全ての材料をシェイクして、カクテルグラスに注ぐ。